# Mount Feury
Mount Feury ist ein Berg auf der Thurston-Insel vor der Eights-Küste des westantarktischen Ellsworthlands. Er ragt an der Nordostseite der Noville-Halbinsel zwischen dem Sikorski- und dem Frankenfield-Gletscher auf.
Seine Position wurde erstmals anhand von Luftaufnahmen der United States Navy vom Dezember 1946 bestimmt, die bei der Operation Highjump (1946–1947) entstanden. Das Advisory Committee on Antarctic Names benannte ihn nach James A. Feury (1899–1977), Mechaniker und Schneemobilfahrer bei der ersten Antarktisexpedition (1928–1930) des US-amerikanischen Polarforschers Richard Evelyn Byrd.